# Collezione (Angelo Branduardi)
Collezione è un album raccolta del cantautore Angelo Branduardi, pubblicato nel 1986.
Il disco viene prodotto anche in lingua francese (con il titolo Toujours) ed inglese (Collection).

## Tracce

### Collezione(versione in italiano)
- La pulce d'acqua
- Il signore di Baux
- Cogli la prima mela
- Il ciliegio
- Ballo in fa diesis minore
- La luna
- Musica
- Alla fiera dell'est
- Il dono del cervo
- Cercando l'oro
- La serie dei numeri
- Confessioni di un malandrino

### Toujours(versione in francese)
- La demoiselle
- Le seigneur des Baux
- Va ou le vent te mene
- Le cerisier
- Bal en fa diese mineur
- La lune
- Toujours la musica
- A la foire de l'est
- Le don du cerf
- Tout l'or du monde
- La serie des nombres
- Confession d'un malandrin

### Collection(versione in inglese)
- Merry we will be
- The lord of Baux
- Life is the only teacher
- Mustapha's tale
- Dust and ashes
- The stag
- Smart little girl
- Highdown fair
- Old man and butterflies
- The song of eternal numbers
- King of hope
- Story of my son